# Gerson Torres
Gerson Torres Barrantes (* 28. August 1997 in San José) ist ein costa-ricanischer Fußballspieler.

## Karriere

### Verein
Er startete seine Karriere in der Jugend des Belén FC und ging hier ab der Saison 2015/16 in den Kader der ersten Mannschaft über. Zur Folgesaison verliehen diese ihn dann für ein halbes Jahr zum CS Herediano. Als Nächstes ging es dann für den Verlauf des Jahres 2017 erneut per Leihe weiter. Diesmal zum CF América nach Mexiko. Zum Start des Jahres 2018 wechselte er dann auch fest nach Mexiko, jedoch nicht zu seinem ehemaligen Leihklub, sondern zu Necaxa. Diese wiederum verliehen ihn nach einem halben wieder zurück zu Herediano, zu welchen er nach einer Saison per Leihe, zur Spielzeit 2019/20 auch fest zurückkehrte.

### Nationalmannschaft
Sein Debüt in der costa-ricanischen Nationalmannschaft hatte er am 15. Januar 2017 bei einem 3:0-Sieg über Belize während der Qualifikation für den Gold Cup 2017. Hier wurde er in der 62. Minute für Elías Aguilar eingewechselt. Nach einem weiteren Qualifikationsspiel für das Turnier, bekam er aber erst mehrere Jahre lang keinen weiteren Einsatz. Erst im Juni 2021 wurde er bei der Partie um den dritten Platz bei der CONCACAF Nations League 2019–21 wieder eingesetzt. Anschließend wurde er dann auch in Spielen der Qualifikation für die Weltmeisterschaft 2022 eingesetzt.